# SC Germania Hamburg
Der Sport-Club Germania Hamburg – oft auch als SC Germania 1887 bezeichnet – war ein Sportverein aus der norddeutschen Metropole Hamburg. Er entstand am 29. September 1887 durch den Zusammenschluss der Leichtathletikvereine Hohenfelder Sportclub und Wandsbek-Marienthaler Sportclub, die beide 1884 gegründet worden waren. Germania war fünfmaliger Gewinner der Fussballmeisterschaften von Hamburg und Altona und im Jahr 1900 Gründungsmitglied des Deutschen Fußball-Bundes. Die Germania fusionierte am 2. Juni 1919 mit dem Hamburger SV von 1888, dem Norddeutschen Meister jenes Jahres, zum heutigen Hamburger SV, dem sechsfachen Deutschen Meister und Europapokalsieger der Landesmeister von 1983. Der Hamburger SV trägt das Gründungsdatum der Germania als sein Gründungsdatum und verwendet die Farben der Germania in seinem Abzeichen.
Hans Nobiling, ein Spieler der Germania, wanderte Ende des 19. Jahrhunderts nach Brasilien aus, wo er 1899 maßgeblich an der Gründung von zwei der vier ältesten Fußballvereine des Landes beteiligt war, dem SC Internacional, der 1938 Teil des FC São Paulo, des dreimaligen Weltpokalsiegers, wurde, und dem SC Germânia aus São Paulo, der heute als EC Pinheiros als einer der größten allgemeinen Sportvereine der südlichen Hemisphäre gilt. Internacional und Germánia gewannen insgesamt vier Meisterschaften von São Paulo.

## Geschichte

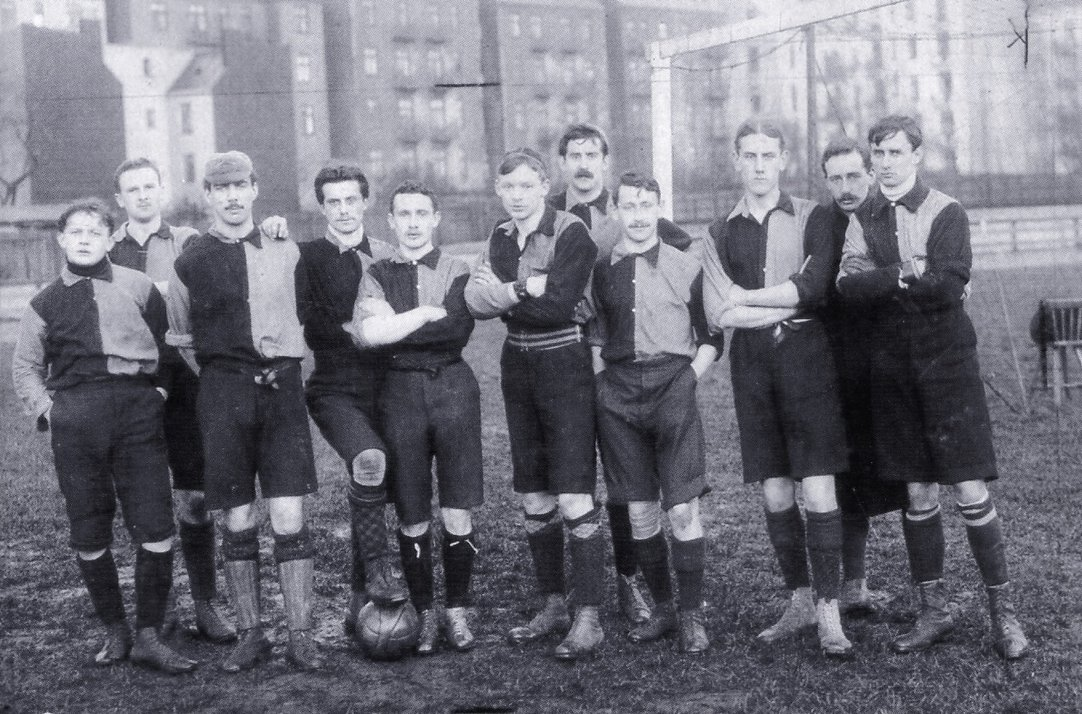
SC Germania, ca. 1904

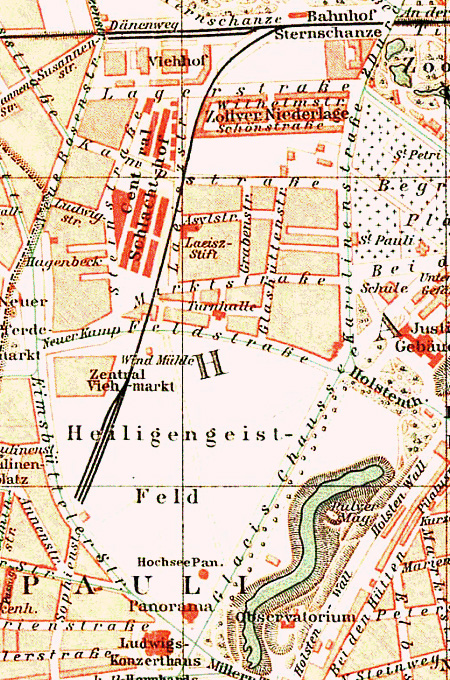
Karte: Heiligengeistfeld um 1890

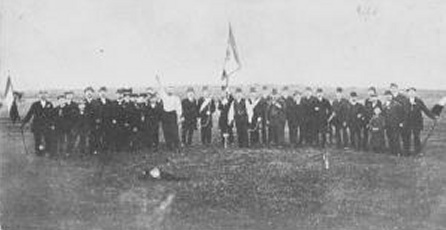
Exerzierweide

Zu Beginn konzentrierte sich der neu gegründete SC Germania auf die Leichtathletik und nachdem sich der Hamburger Sport-Club 1887 als Veranstalter von Wettbewerben in der Leichtathletik zurückgezogen hatte, übernahm Germania diese Rolle für die nächsten 7 Jahre. Nachdem eine Reihe von ortsansässigen Engländern dem Verein beigetreten waren, nahm Germania 1891 den zunehmend in Mode kommenden Assoziationsfußball in seine Aktivitäten auf. Germania war bald in der Lage, zwei Mannschaften zu stellen. Das erste Spielfeld in dieser Zeit war eine Wiese, die von einem Bauern in Wandsbek gepachtet wurde. Die Choleraepidemie von 1892 in Hamburg, die etwa 8000 Todesopfer forderte, führte zu einer vorübergehenden Unterbrechung der Aktivitäten.
Am 20. Oktober 1894 wurde der Hamburg-Altonaer Fußball-Bund – Altona war weiland eine preußische Stadt unmittelbar westlich von Hamburg, die wie Wandsbek 1937 mit Hamburg fusioniert werden sollte – gegründet und war nach der kurzlebigen Süd-Westdeutschen Fußball-Union der dritte deutsche Fußballverband außerhalb der Reichshauptstadt Berlin. Die von Ausländern, meist Briten, dominierte Mannschaft des SC Germania sicherte sich 1896 und 1897 die ersten beiden Meisterschaften des Verbandes – beide Male ungeschlagen. Als Spielstätten dienten in dieser Zeit das Heiligengeistfeld in St. Pauli und die Exerzierweide in Altona, auf der 1903 auch das erste nationale deutsche Meisterschaftsfinale ausgetragen wurde.
Der SC Germania gehörte, wie der Hamburger FC 1888, zu den 86 Vereinen, die am 28. Januar 1900 den Deutschen Fußball-Bund gründeten. Beide wurden, wie alle Vereine aus dem Verband Hamburg-Altona und Bremen, bei der Versammlung in Leipzig durch Walter Sommermeier vertreten.
Es folgten drei weitere Meistertitel in den Jahren 1901, 1902 und 1904. Die Meisterschaft von 1904 führte zur Teilnahme an den Ausscheidungsspielen für die zweite deutsche Meisterschaft. In der ersten Runde besiegte Germania Hannover 96 mit 11:1, doch in der zweiten Runde, dem Halbfinale, unterlag Germania zu Hause dem TuFC Britannia Berlin mit 1:3.
1903 wurde die Rennbahn Mühlenkamp, eine Trabrennbahn in Winterhude, die neue Heimstätte der Germania und damit die erste geschlossene Fußballspielstätte der Stadt. 1907 musste der Forsthof in Wandsbek weichen, da die Rennbahn ausgebaut werden sollte.
Die norddeutschen Vereine schlossen sich 1905 zum Norddeutschen Fußball-Verband zusammen. In dieser Zeit verließen viele Spieler die Germania, die sich im Niedergang befand und schließlich 1912 abstieg. Nach dem Ausbruch des Ersten Weltkriegs hatte die Germania wie alle anderen Vereine einen Mangel an Spielern und ging, um überhaupt Mannschaften aufstellen zu können, zeitweilige Verbindungen mit dem SV Uhlenhorst-Hertha und dem SC Concordia ein.
Nach Kriegsende konnte sich der Verein nicht mehr erholen und fusionierte am 2. Juni 1919 mit dem Hamburger SV von 1888, dem Norddeutschen Meister jenes Jahres, zum heutigen Hamburger SV, siebenfacher Deutscher Meister und Europapokalsieger der Landesmeister von 1982. Der Hamburger SV führt das Jahr 1887 als offizielles Gründungsjahr. Die Vereinsfarben waren das hanseatische Rot und Weiß zu Ehren der Stadt Hamburg, wobei das Blau und Schwarz des ältesten Gründungsvereins, der Germania, auf dem Vereinswappen verwendet wurde. Durch die Germania kann der HSV für sich in Anspruch nehmen, der am weitesten zurückreichende deutsche Fußballverein zu sein.

## Einfluss in Brasilien

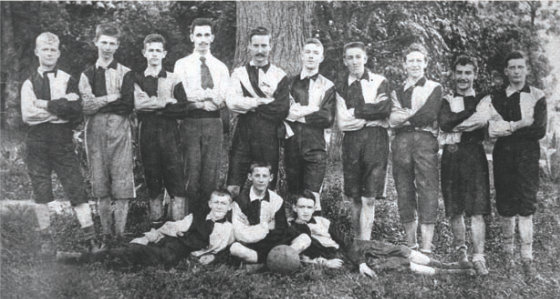
SC Germânia von São Paulo und Hans Nobiling mit Krawatte; Trikots wie die Hamburger Germania

Auch in Brasilien hatte Germania, wenn auch indirekt, einen Einfluss. Hans Nobiling, ein ehemaliger Spieler, wanderte 1897 nach São Paulo in Brasilien aus. In seinem Gepäck befand sich neben einem Fußball auch die Satzung der Hamburger Germania. Bald gründete er eine Fußballmannschaft, aus der am 19. August 1899 der SC Internacional von São Paulo hervorging, der drittälteste Fußballverein Brasiliens. Internacional gewann 1907 und 1928 die Meisterschaften von São Paulo. Nach einer Fusion mit dem Antarctica FC wurde dieser 1938 Teil des FC São Paulo, der sich zu einem der erfolgreichsten Fußballvereine der Welt entwickelte. Ebenfalls 1899, am 7. September, gründete Nobiling den SC Germânia, der am ersten offiziellen Fußballspiel in der Geschichte Brasiliens teilnahm und 1906 und 1915 die Meisterschaft gewann. Später wurde Germânia in EC Pinheiros umbenannt, der oft als der größte Sportverein der südlichen Hemisphäre angesehen wird und dessen Mitglieder die meisten olympischen Medaillen für Brasilien gewonnen haben.
Hermann Friese war ein weiterer Sportler von Germania. Er hat 1902 die deutsche Meisterschaft im 1500-Meter-Lauf gewonnen und wanderte ein paar Jahre nach Nobiling nach Brasilien aus. Dort schloss er sich dem dortigen SC Germânia an und galt als der beste Fußballspieler seiner Zeit und war auch einer der führenden Schiedsrichter in São Paulo. Er vertrat Brasilien zudem erfolgreich bei einem internationalen Leichtathletik-Meeting in Montevideo.

## Leichtathletik
Den Ursprung des als Leichtathletikverein entsprechend beteiligten sich Sportler der Germania bereits an den ersten deutschen Leichtathletik-Meisterschaften die 1898 auch in Hamburg stattfanden. Dort gewann Franz Duhne den 1500-Meter-Lauf. Im Jahr darauf konnte er seinen Meistertitel in Pforzheim verteidigen.
1900 und 1902 wurde Hans Duhne, der mit der Fußballmannschaft auch im Halbfinale der deutschen Meisterschaft von 1904 spielte, jeweils Dritter im 200-Meter-Lauf. 1900 war mit Hans Schmidt, der Dritter uber 100 Meter wurde, ein weiterer Mann der Germania auf den Medaillenrängen der deutschen Meisterschaft.
Bei den Olympischen Spielen 1900 in Paris wurde Franz Duhne jeweils Sechster über 2500 Meter Hindernis und 4000 Meter Hindernis. Mit Waldemar Steffen, der in mehreren Sprungwettbewerben antrat, hatte der Verein einen weiteren Olympiateilnehmer. Im Hochsprung teilte er sich mit zwei weiteren Athleten, die 1,70 m übersprangen, den vierten Platz.
1902, wieder In Hamburg, gewann mit Hermann Friese, der auch ein bedeutender Fußballer war, ein weiterer Mann von Germania die deutsche Meisterschaft im 1500-Meter-Lauf.
Mit Ivar Rybergs zweiten Platz im Diskuswurf bei den deutschen Meisterschaften von 1908 in Berlin endete die Zeit der großen Erfolge in der Leichtathletik des SC Germania.